# Otis
Otis Elevator Company je največje podjetje na svetu na področju vertikalnega transporta. Otis proizvaja dvigala, tekoče stopnice in drugo opremo. Podjetje je ustanovil Elisha Otis v Yonkersu leta 1853. Elisha je razvil varnostni sistem, ki zaustavi dvigalo, če se pretrga jeklenica. 
Otis je med drugim namestil dvigala na znanih stavbah kot so Eiffelov stolp, Empire State Building, originalni World Trade Center, Petronasova stolpa, Burdž Kalifa in veliko drugih. 
Podjetje ima več kot 61 tisoč zaposlenih po svetu. 